# Sumber (Karangan)
Sumber is een bestuurslaag in het regentschap Trenggalek van de provincie Oost-Java, Indonesië. Sumber telt 1113 inwoners (volkstelling 2010).